# أمير بيل-إير الجديد
أمير بيل-إير الجديد أو الأمير الجديد في بيل إير (بالإنجليزية: The Fresh Prince of Bel-Air)، هو مسلسل كوميدي أمريكي من نوع السيتكوم، من ابتكار آندي وسوزان بوروفيتز، وقد عُرض على قناة NBC من 10 سبتمبر 1990 حتى 20 مايو 1996. يقوم ببطولته ويل سميث في نسخة خيالية من نفسه، حيث يجسد مراهقًا ذكيًا نشأ في شوارع غرب فيلادلفيا، ويتم إرساله للعيش مع عمه الثري وزوجته في حي بيل-إير الراقي في لوس أنجلوس، حيث يتصادم نمط حياته الشعبي مع أسلوب حياة أقاربه من الطبقة الراقية.
حقق المسلسل نجاحًا كبيرًا لقناة إن بي سي، وامتد لـ148 حلقة على مدار ستة مواسم. وكان كل من ويل سميث وجيمس أفيري (الذي أدى دور العم فيل) الممثلَين الوحيدين اللذين ظهرا في جميع الحلقات. وكان هذا العمل بمثابة بوابة ويل سميث إلى عالم التلفزيون والسينما.
تم إصدار حلقة لمّ شمل خاصة بأبطال المسلسل الأصليين على منصة HBO Max في نوفمبر 2020. وفي 13 فبراير 2022، أُطلقت نسخة جديدة من المسلسل بروح درامية تحمل عنوان Bel-Air، وهي مستوحاة من فيلم قصير صنعه أحد المعجبين بنفس الاسم، وقد حصلت على طلب إنتاج لموسمين من منصة Peacock.

## القصة
تدور أحداث المسلسل حول ويل سميث الذي ينخرط مع رفقاء السوء في مدينته فيلادلفيا الغربية فتقرر أمه إرساله إلى خالته سيدة المجتمع الراقي فيفيان بانكس التي تعيش في منطقة بيل إير بمدينة لوس أنجلوس بولاية كاليفورنيا مع زوجها رجل الأعمال فيليب بانكس وابنهما الذي في نفس عمره كارلتون وابنتيه هيلاري وأشلي وخادمهم جيفري .

## الشخصيات
| الممثل(ة)      | الشخصية       | عدد الحلقات |
| -------------- | ------------- | ----------- |
| ويل سميث       | ويل سميث      | 147         |
| ألفونسو ريبيرو | كارلتون بانكس | 144         |
| جيمس أفيري     | فيليب بانكس   | 142         |
| كارين بارسونس  | هيلاري بانكس  | 136         |
| تاتيانا علي    | أشلي بانكس    | 134         |
| جوزيف مارسيل   | جيفري         | 125         |
| جانيت هوبيرت   | فيفيان بانكس  | 70          |
| دافني ريد      | فيفيان بانكس  | 57          |
| جيفري أ. تونيز | جاز           | 42          |
| روس باغلي      | نيكي بانكس    | 26          |

## جوائز
| السنة | المهرجان                       | الجائزة                                      | الحاصل عليها   |
| ----- | ------------------------------ | -------------------------------------------- | -------------- |
| 1991  | مهرجان الفنانين الصغار         | أفضل مسلسل تلفزيوني كوميدي جديد              | المسلسل        |
| 1991  | مهرجان الفنانين الصغار         | أفضل ممثلة شابة في مسلسل تلفزيوني جديد       | تاتيانا علي    |
| 1991  | مهرجان خيارات الأطفال الأمريكي | أفضل ممثل تلفزيوني                           | ويل سميث       |
| 1993  | مهرجان الصورة                  | أفضل مسلسل كوميدي                            | المسلسل        |
| 1994  | مهرجان ت.ب. دي أورو            | أفضل مسلسل أجنبي                             | المسلسل        |
| 1995  | مهرجان الفنانين الصغار         | أفضل ممثل أصغر من 10 سنوات في مسلسل تلفزيوني | روس باغلي      |
| 1996  | مهرجان الصورة                  | أفضل ممثل مساند في مسلسل كوميدي              | ألفونسو ريبيرو |
| 1996  | مهرجان الصورة                  | أفضل ممثل(ة) شاب(ة)                          | تاتيانا علي    |
| 1996  | مهرجان الفنانين الصغار         | أفضل ممثل أصغر من 10 سنوات في مسلسل تلفزيوني | روس باغلي      |
| 1997  | مهرجان النجم الصغير            | أفضل ممثلة شابة في مسلسل تلفزيوني كوميدي     | تاتيانا علي    |